# Anaxipha philifolia
Anaxipha philifolia är en insektsart som beskrevs av Rentz, D.C.F. 1973. Anaxipha philifolia ingår i släktet Anaxipha och familjen syrsor. Inga underarter finns listade i Catalogue of Life.